# Hans Peter Reimann
Hans Peter Reimann (* in Berlin) ist ein ehemaliger deutscher Radrennfahrer.

## Sportliche Laufbahn
Reimann war Bahnradsportler. Seinen bedeutendsten sportlichen Erfolg hatte er mit dem Gewinn der Silbermedaille im Tandemrennen bei den UCI-Bahn-Weltmeisterschaften 1979 hinter den Siegern Yavé Cahard und Franck Dépine. Sein Partner auf dem Tandem war Dieter Giebken.
Bei den nationalen Meisterschaften im Tandemrennen holte er 1978 den Titel mit Dieter Giebken als Partner. 1979 verteidigten beide Fahrer den Titel. Nachdem Giebken in Fredy Schmidtke einen neuen Partner gefunden hatte, wurde Reimann 1982 mit Robert Werner Vize-Meister, 1985 und 1986 dann mit Rainer Zimmermann, 1987 mit Lars Krieger. 1983 wurde Reimann Vize-Meister im Sprint.